# Vladimír Vlček
Vladimír Vlček (* 7. dubna 1961) je český hasič, od roku 2021 generální ředitel Hasičského záchranného sboru ČR, předtím v letech 1993 až 1995 vrchní požární rada ČR.

## Kariéra
Vystudoval Vysokou školu báňskou v Ostravě. K profesionálním hasičům nastoupil v roce 1984, kdy působil krátce u Okresního veřejného požárního útvaru v Gottwaldově (předtím byl čtyři roky u dobrovolných hasičů). V roce 1985 nastoupil ke Krajskému veřejnému požárnímu útvaru v Ostravě. V roce 1990 se stal náčelníkem Krajské inspekce požární ochrany Severomoravského kraje a od roku 1991 působil jako náčelník Hasičského sboru města Ostravy.
V letech 1993 až 1995 zastával funkci vrchního požárního rady ČR a současně náčelníka. V letech 1995 až 2000, po návratu do Ostravy, vykonával funkci zástupce ředitele HZS Ostravy. Po přechodu hasičů na nové krajské uspořádání se v roce 2001 stal zástupcem ředitele HZS Moravskoslezského kraje, kde působil až do roku 2016, kdy se stal ředitelem HZS Moravskoslezského kraje. V roce 2017 jej prezident ČR Miloš Zeman jmenoval do hodnosti brigádního generála, v květnu 2021 byl jmenován do hodnosti generálmajora a v květnu 2022 do hodnosti generálporučíka. Jako člen záchranných týmů se podílel na několika humanitárních misích, a to v České republice i v zahraničí. Od listopadu 2013 působí jako prezident České asociace hasičských důstojníků.
Dne 19. července 2021 se stal generálním ředitelem Hasičského záchranného sboru ČR, do funkce jej uvedl ministr vnitra ČR Jan Hamáček. Ve funkci tak nahradil Drahoslava Rybu, který skončil na vlastní žádost na pozici šéfa hasičů několik měsíců před skončením druhého pětiletého funkčního období.
Dne 28. října 2022 jej prezident Miloš Zeman ocenil státním vyznamenáním, medailí Za zásluhy, „za zásluhy o stát v oblasti bezpečnosti státu a občanů“.

## Osobní život
Je ženatý, má tři děti.

## Ocenění
- medaile Za zásluhy I. stupně (2022)